# 八村
八村（やむら）は、福井県三方郡にあった村。現在の三方上中郡若狭町の北東部にあたる。

## 地理
- 湖沼 ： 三方湖、菅湖（三方五湖）
- 山岳 ： 矢筈山、雲谷山
- 河川 ： はす川

## 歴史
- 1889年（明治22年）4月1日 - 町村制の施行により、三方村（生倉村及び鳥浜村の区域を含む。）、向笠村、田名村、北前川村、南前川村、藤井村、相田村、佐古村の区域及び気山村の区域の内、牧口の区域を除くの区域をもって、八村が発足する。
- 1953年（昭和28年）4月1日 - 八村及び西田村が合併して、三方町が発足する。

## 交通

### 鉄道路線
- 日本国有鉄道
  - 小浜線
    - 三方駅

現在は旧村域に気山駅・藤井駅が所在するが、当時は未開業。

### 道路
- 国道27号
- 国道162号